# Силхетский язык
Силхетский язык (силхети, силоти; силх. সিলটী Silôţi, бенг. সিলেটী Sileţi) — один из восточных индоарийских языков. Распространён в области Силхет на северо-востоке Бангладеш, а также в прилегающих районах индийских штатов Ассам и Трипура. Имеется также некоторое количество носителей в других районах на северо-востоке Индии, а также среди эмигрантов в Великобритании, США и др странах. Особенно широко за пределами исторического района распространения язык применяется среди бангладешской диаспоры в Великобритании, около 95 % диаспоры говорят на силхети. Общее число носителей оценивается примерно в 10 миллионов человек, 7 млн из них — в Бангладеш.
Иногда силхети рассматривается как диалект бенгальского языка, тем не менее силхетский довольно сильно отличается от него и практически не имеет с бенгальским взаимопонимаемости. Имеет ряд черт, общих с ассамским языком. Многие носители владеют бенгальским, который широко используется для образования и в СМИ.
Исторически в качестве письменности использовалось письмо силхети-нагари, сходное с письмом кайтхи. В наши дни используется бенгальское письмо. Уровень грамотности среди носителей очень мал. В 70-х — 80-х годах XX века имели место ряд кампаний за признание языка силхети, однако они не добились особого успеха.